# Bataille du Cap-Vert
Quatrième Coalition
Batailles
Expédition Linois dans l'océan Indien
Poulo Aura-Vizagapatam-Bataille du Cap-Vert
La bataille du Cap-Vert est une bataille navale de la guerre de la Quatrième Coalition qui a lieu le 13 mars 1806 au large du Cap-Vert. Une escadre de course française, sous le commandement du comte de Linois, rencontre une escadre britannique commandée par Sir John Borlase Warren.
Les navires de l'amiral Linois, le Marengo et la Belle Poule, reviennent d'une campagne de guerre de course dans l'océan Indien.
Le 13 mars 1806 à deux heures du matin, à la hauteur des îles du Cap-Vert, les escadres françaises et britanniques se repèrent mutuellement. Les signaux lumineux de l'escadre britannique permettent à Linois d'identifier des navires de guerre. Il décide alors de se rapprocher pour identifier le contact, s'attendant à être en présence d'un convoi escorté par quelques frégates. Vers trois heures, il devient clair pour les Français que les Britanniques ne cherchent pas à éviter le combat. À cinq heures, l'aube se lève et les Français identifient le HMS London, un trois-ponts de 98 canons, accompagné de 6 autres vaisseaux (notamment les Ramillies et Repulse (en) de 82 et le Foudroyant de 80), de 2 frégates (dont HMS Amazon de 48) et d'une corvette.
Le combat s'engage, les vaisseaux se rapprochant jusqu'à se toucher. Linois pense à une tentative d'abordage et fait remonter ses hommes sur le pont, mais le London s'éloigne et la canonnade reprend. Pendant ce temps, la Belle Poule se livre à un duel d'artillerie avec HMS Amazon. Le reste de l'escadre britannique se rapproche et vient soutenir le London.
Linois, blessé, est remplacé par Vrignaud, commandant du Marengo, lui-même bientôt blessé et remplacé par le capitaine de frégate Chasseriau.
À neuf heures et demie, après six heures de combat, le Marengo et la Belle Poule amènent leur pavillon. Parlant du Marengo, l'amiral Varrens déclare : « Voilà un vaisseau qui s'est montré digne du nom qu'il porte. » Le Marengo compte 60 tués et 82 blessés.
Un matelot du nom de Joseph Nédélec fût capturé par les anglais à bord de la frégate Belle Poule durant cette bataille. Il ne revint qu'en France à Calais à la fin de la guerre, âgé de 42 ans.

## Source
Charles Mullié, Biographie des célébrités militaires des armées de terre et de mer de 1789 à 1850, 1852 .
Commémoration du bicentenaire de la révolution Française, Le Guilvinec, Léchiagat... au temps de la Révolution - Pierre-Jean Berrou - BM n°5 - 1988 - Source